# Chassagnes
 Chassagnes  es una población y comuna francesa, situada en la región de Auvernia, departamento de Alto Loira, en el distrito de Brioude y cantón de Paulhaguet.

## Demografía
| 198 | 181 | 156 | 144 | 141 | 129 |
| Para los censos de 1962 a 1999 la población legal corresponde a la población sin duplicidades (Fuente: INSEE [Consultar]) |     |     |     |     |     |